# Lasar Markowitsch Chidekel

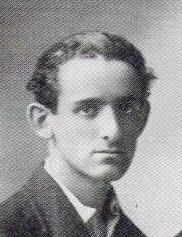
Lasar Chidekel (1922).

Lasar Markowitsch Chidekel (russisch Лазарь Маркович Хидекель; * 10. Novemberjul. / 23. November 1904greg. in Witebsk, Russisches Reich; † 22. November 1986 in Leningrad) war ein sowjetischer Maler, Zeichner und Architekt, der als Expressionist begann, in seinem Hauptwerk aber dem Suprematismus zugeordnet wird. Später wandte er sich dem sozialistischen Klassizismus zu.

## Leben und Werk
Lasar Chidekel studierte von 1919 bis 1922 an der Witebsker Kunstschule (WChPI), zunächst bei Marc Chagall, später bei Kasimir Malewitsch und El Lissitzky. Er war Gründungsmitglied der Künstlergruppe UNOWIS. Mit Ilja Tschaschnik gab er die Zeitschrift AERO heraus, von der nur eine Nummer erschien.
1920 formulierte Chidekel die Idee einer „grünen Stadt“. In der Folge entwickelte Chidekel sich in der Folge zu einem angesehenen Vertreter des Suprematismus, insbesondere auf dem Gebiet der Architektur. Von 1922 bis 1929 studierte am Petrograder Institut für Zivilingenieure (PIGI). Während dieser Zeit arbeitete er auch für Malewitsch am Museum für künstlerische Kultur.
Ab 1925 arbeitete er im Architekturbüro von Alexander Nikolski.
Als der Sozialistische Realismus zur verpflichtenden Doktrin wurde, wandte er sich stärker klassizistischen Formen zu.
Von 1935 bis 1985 war er Professor für Architektur an der Ingenieurschule in Leningrad, wo er ein Jahr nach seiner Emeritierung starb.
Sein Nachlass wird im Khidekel Family Archive in New York City aufbewahrt.

## Bauwerke (Auswahl)

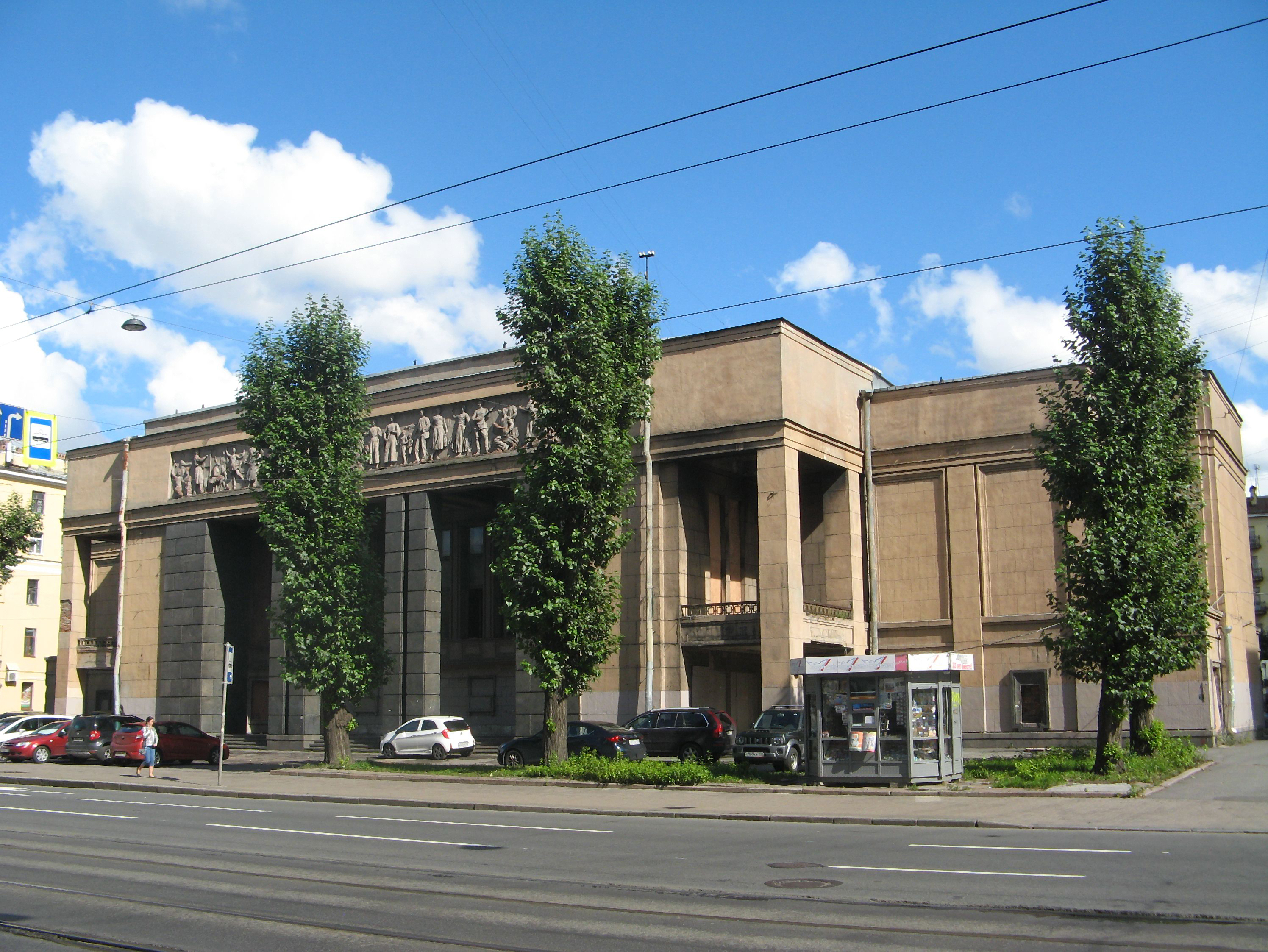
Kino „Moskau“

- Kino „Moskau“ 1928 Beteiligung an Alexander Nikolskis Sportstadion „Krasnyj sportintern“, Sankt Petersburg (zerstört)
- 1932–34 Elektrizitätswerk und zugehörige Arbeitersiedlung, Newskaja Dubrowska (Oblast Leningrad)
- 1933–34 Hauptgebäude der Hochschule für Bauingenieurwesen, 3 – ja Krasnoarmejskaja ul. 3, Sankt Petersburg
- 1936–39 mit I. W. Krestowski: Filmtheater „Moskau“, Staro-Petergofsky Prospekt, Sankt Petersburg
- 1939–52 Hydrometeorologisches Institut, Maloochtinskij prospekt 98, Sankt Petersburg
- 1939–40 Schule in der Gorochovaja ul. 57a, Sankt Petersburg
- 1954–55 Schule in der Naberežnaja Obvodnogo kanala 143, Sankt Petersburg
- 1956 Schule in der Kolomenskaja ul., Sankt Petersburg
- 1957–58 Schule in der Malyj prospekt Vasil'evskogo ostrova 34, Sankt Petersburg

## Ausstellungen
- 1919 Ausstellung in Witebsk.
- 2010–2011 Lazar Markovich Khidekel – Der wiederentdeckte Suprematist. Haus Konstruktiv, Zürich, «ganz konkret» Folge 2.

- 9. Juli bis 27. September 2014 Building Drawings, Drawing Buildings: Lazar Khidekel, Suprematism and the Russian Avant-Garde. Pushkin House, London. (Online)